# Gerhard Bassarak

Als Referent einer Tagung der Christlichen Friedenskonferenz 1987

Gerhard Bassarak (* 3. Februar 1918 in Willenberg, Ostpreußen; † 22. September 2008 in Schildow) war ein deutscher evangelischer Theologe und inoffizieller Mitarbeiter der DDR-Staatssicherheit.

## Leben
Bassarak wurde 1918 als Sohn eines Diakons geboren. Er war seit 1934 Mitglied der Bekennenden Kirche. Von 1937 bis 1945 war er bei der deutschen Wehrmacht.
Bassarak studierte 1945 bis 1950 Evangelische Theologie an der Martin-Luther-Universität Halle. Dort hatte der evangelische Theologe Julius Schniewind nachhaltigen Einfluss auf seine Ansichten. Nach dem Vikariat und der Ordination 1953 war er bis 1957 Reisesekretär der Evangelischen Studentengemeinden der DDR und Studentenpfarrer in Berlin. Von 1957 bis 1966 war er Studienleiter der Evangelischen Akademie Berlin-Brandenburg.
Seit 1958 wirkte er, inzwischen als inoffizieller Mitarbeiter der Staatssicherheit verpflichtet, als Mitbegründer in der Leitung des Weißenseer Arbeitskreises mit, der sich unter anderem für die Abtrennung der evangelischen Kirchen in der DDR von der Evangelischen Kirche in Deutschland einsetzte. Von 1959 bis 1989 gehörte er der Redaktion der kirchlichen Zeitschrift Die Zeichen der Zeit an. Seit 1959 war er zunächst Mitarbeiter, ab 1963 internationaler Sekretär und ab 1978 bis zu seinem Austritt 1990 einer der Vizepräsidenten der Christlichen Friedenskonferenz. 1967 wurde er gegen den Willen der Fakultät Professor für ökumenische Theologie an der Martin-Luther-Universität Halle. 1969 wurde Bassarak samt seiner Professur für Ökumenik an die Humboldt-Universität zu Berlin umgesetzt, wo er bis zur Emeritierung 1983 blieb. 1968 rechtfertigte er den Einmarsch der Truppen des Warschauer Paktes in die Tschechoslowakei zur Niederschlagung des Prager Frühlings. Immer wieder bemühte sich Bassarak unter dem Deckmantel der Ökumene um eine theologische Rechtfertigung der kommunistisch-totalitären Diktaturen in Europa und Lateinamerika.
Bassarak erhielt mehrmals den Vaterländischen Verdienstorden, 1988 in Gold, sowie 1978 den Stern der Völkerfreundschaft.
Die Trauerpredigt am 1. November 2008 hielt Heinrich Fink über das Losungswort des Sterbetages aus 5. Mose 8,5.

## Mitarbeiter der Staatssicherheit und Zensor
Bassarak galt als staatsloyaler Theologe, der von den staatlichen Stellen der DDR gefördert wurde. Er arbeitete als  Inoffizieller Mitarbeiter beim MfS unter dem Decknamen „IM Buss“ unter der Registriernummer XV/1005/69.
Von 1968 bis 1990 schrieb er im Auftrag der zentralen DDR-Zensurbehörde, der Hauptverwaltung Verlage und Buchhandel des Kulturministeriums, fast 500 Zensur-Gutachten über Buchprojekte der Evangelischen Verlagsanstalt. Pro Gutachten erhielt er bis zu 700 DDR-Mark.

## Schriften
- Uppsala 1968. 1968.
- Diagnose und Prognose. Union Verlag, 1969.
- Der auferstandene Gekreuzigte. EVA, 1969.
- Gebet für die Welt. EVA, 1969.
- Theologie des Genitivs? Wider falsche Wege des Dienstes am Wort. Berlin 1975.
- Luther und Luthertum in Osteuropa. Berlin 1983.
- Sprache des Friedens. Prag 1987.